# حشره‌خوار اینیو
 حشره‌خوار اینیو (نام علمی: Sorex tenellus) نام یک گونه از سرده حشره‌خوارهای دم‌دراز است.